# Antoni Szymański

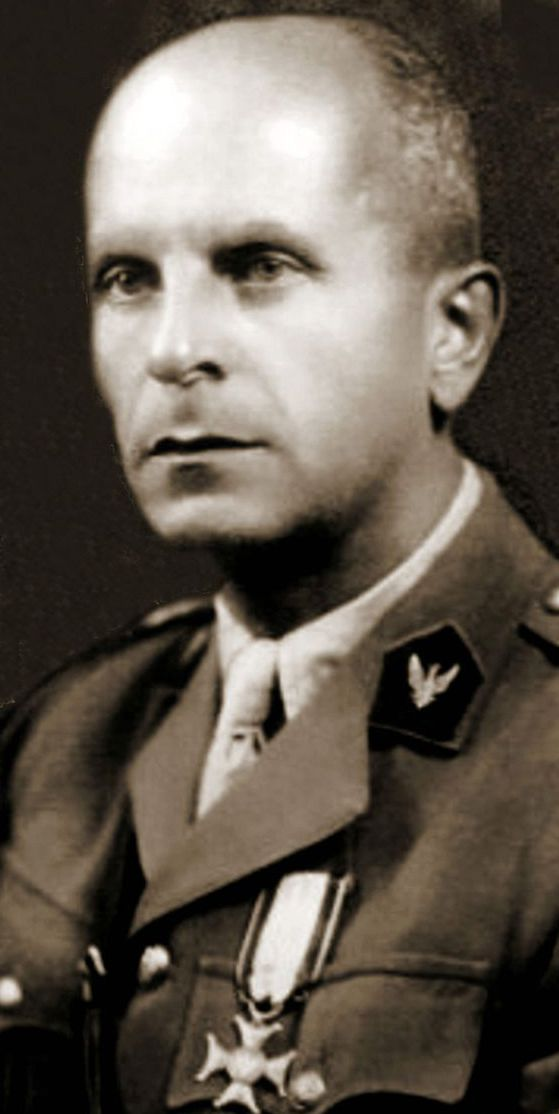
Antoni Szymański

Antoni Szymański (* 30. Juli 1894 in Posen; † 11. Dezember 1973 in London) war ein General der polnischen Armee und Militärattaché von 1932 bis 1939 in Berlin.

## Leben
Als preußischer Staatsbürger gehörte er zu den Teilnehmern des Ersten Weltkriegs. Er kämpfte an der deutschen Westfront und nahm unter anderem an der Schlacht um Verdun teil. Nach der Etablierung der unabhängigen polnischen Republik wurde Szymański Angehöriger des neuentstandenen polnischen Militärs, absolvierte 1927 die Höhere Kriegsschule und machte später auch im diplomatischen Dienst Karriere. Während seiner Zeit als Militärattaché hatte er häufig Kontakt mit Wilhelm Canaris und anderen Persönlichkeiten des deutschnationalen Widerstands gegen den Nationalsozialismus. 1938 und 1939 koordinierte er die gemeinschaftlichen militärischen Aktivitäten des deutschen und des polnischen Militärs. Nach dem Überfall der Wehrmacht auf die polnische Republik konnte sich Szymański mit seiner Familie durch seine diplomatische Immunität in der Nacht vom 5. zum 6. September 1939 aus Berlin absetzen und über Kopenhagen, Stockholm und Helsinki nach Polen gelangen. Dort schloss er sich sofort wieder der polnischen Armee an und nahm an den Kämpfen gegen die Wehrmacht bei Lwiw teil. Am 22. September 1939 ergab er sich dort der Roten Armee und blieb bis 1941 in sowjetischer Kriegsgefangenschaft. Nach dem Sikorski-Maiski-Abkommen wurde er freigelassen und er schloss sich der Anders-Armee an.
Szymański war verheiratet mit Halina Szymańska, ihre gemeinsamen Töchter waren Hanka, Ewa und Marysia.

## Werk
- LinkZly sasiad. Niemcy 1932-1939 w oswietleniu polskiego attache wojskowego w Berlinie, London, Verlag Veritas, 1959